# Nicolò Biscaccia
Nicolò Ferdinando Maria Biscaccia (Rovigo, 30 marzo 1795 – Rovigo, 21 giugno 1876) è stato un letterato, storico e scrittore italiano.

## Biografia
Figlio del Nobile Pietro e di Caterina Pellegrini, il 7 Febbraio 1816 sposa Pisana Martini da cui avrà cinque figlie: Alba (1817), Virginia (1820), Maria Cecilia (1827), Letizia (1829), Clelia Fosca (1838).
Fu segretario dell’Accademia dei Concordi, socio della Imperial Regia accademia di Padova e degli atenei di Bassano e Treviso e segretario comunale di Rovigo.
Colto e sensibile cronista di un’epoca densa di cambiamenti, nella sua opera letteraria e politica, si propone di tutelare e tramandare la memoria storica ed artistica.
Patriota e stimato pensatore è corrispondente dei principali letterati suoi contemporanei.
L’opera ancor oggi più nota e studiata è “cronache di Rovigo” in cui descrive con dovizia di particolari fatti ed eventi dell’ottocento in Rovigo.
Una parte dell’opera “Cronaca di Rovigo Vigesima terza” ed in particolare il capitolo “ I Carbonari del Polesine e la liberazione di Rovigo” è stata in epoca recente riedita dalla casa editrice MInelliana.

## Principali opere
“Parnaso de poeti anacreontici” 1819 (ed.Giuseppe Orlandelli; Venezia) Opera in 9 tomi
“Buon governo e religione” 1874 (ed. M.Ricci; Firenze)
“Prose” 1834 (ed. Giovanni Battista Merlo Venezia) opera teatrale in 2 tomi
“L’accademia dei concordi” 1846(ed Pietro Naratovich; Venezia)
“Un terzo anno patrio 1846” 1847 (ed. G.Longo Vicenza)
“Cronache di Rovigo dal 1844 a tutto il 1864” 1865 (ed. P.Prosperini; Padova)
“Cronaca di Rovigo Vigesima seconda 1866” (ed. P.Prosperini; Padova)